# Atypocepon intermedium
Atypocepon intermedium är en kräftdjursart som beskrevs av Hugo Frederik Nierstrasz och Brender a Brandis 1931. Atypocepon intermedium ingår i släktet Atypocepon och familjen Bopyridae. Inga underarter finns listade i Catalogue of Life.